# 14歲的母親 (原聲大碟)
《14歲的母親》原声大碟是2006年的日本電視劇《14歲的母親》的原聲大碟，由日本VAP（バップ）公司於2006年製作，並於同年11月29日發行。
本原聲大碟是由TVSANTORA（TVサントラ）負責藝人和演奏方面的工作、澤田完及高見優等負責編曲。

## 製作人員
- 1 - 5，14 - 18 — 演奏：TVSANTORA，作曲、編曲：澤田完
- 6 - 9，11 - 13 — 演奏：TVSANTORA，作曲、編曲：高見優
- 10 — 主唱：Florence Minowa，作詞、作曲、編曲：高見優
- 19 — 演奏：TVSANTORA，作曲：高見優，編曲：澤田完
- 20 — 演奏：TVSANTORA，作曲：櫻井和壽，編曲：澤田完

## 曲目及簡介
本原聲大碟共收錄了20首歌曲：
1. [6:02]
大碟中播放時間最長的歌曲，是劇中主要的背景音樂之一，下面其中幾個曲目（3、5、18）也是此曲的延伸版本。
2. Tears [3:08]
在某些非常沉重的情節時播放的背景音樂。
3. The Gift [2:58]
4. [2:37]
5. Change Of The World [4:01]
有時候在劇中角色作旁白時所播放的背景音樂。
6. Flow In The Breeze [3:06]
未希有一次逃學時所播放的背景音樂。
7. Weekend [2:28]
在第一集中，未希與家人吃早飯時首次播放的背景音樂。
8. Evening Bell [3:57]
9. The Conspiracy [4:26]
未希和智志在一次約會時，智志遭幾名不良少年拳打腳踢時首次播放的背景音樂。
10. My Wish [3:08]
未希在一條小河邊遇上其男友智志時，以及後來她嘗試拯救被困在河上的橋邊的小狗時所播放的背景音樂。
此曲也是整張唱片中唯一一首有歌手演繹的作品。
11. My Wish(Mandolin version) [2:38]
「My Wish」的曼陀林版本。
12. Waltz For Jimi [2:49]
Jimi就是未希和智志拯救回來的小狗的名字，由未希的舅舅命名。在第一集未希請求他收養小狗時首次播放。
13. Pop Life [3:14]
作為校內廣播學會校內廣播的主持人，每次開始廣播時，其在控制室的拍檔都會選擇播放的開首背景音樂。
14. Time In Solitary [3:30]
15. Eternaly [5:24]
16. A Life [3:27]
17. Memories [3:24]
與相似，但播放時間較長。
18. Hold On Me [4:17]
19. My Wish(strings orchestra version) [4:43]
「My Wish」的弦樂合奏版。
20. (strings orchestra version) [4:30]
主題曲「印記」的弦樂合奏版。

## 關連項目
- 14歲的母親
- 印記

## 外部連結
- VAP ONLINE SHOP上的資料
- amazon.co.jp上的資料（页面存档备份，存于）